# Osmia svenssoni
Osmia svenssoni là một loài Hymenoptera trong họ Megachilidae. Loài này được Tkalcu mô tả khoa học năm 1983.